# Prawosławie w Indonezji
Prawosławie w Indonezji
Prawosławie na większą skalę pojawiło się w Indonezji po rozpoczęciu misji przez Patriarchat Konstantynopola w 1988. Jego wyznawanie jest legalne od 1991, jednak religia ta traktowana jest jako odłam protestantyzmu. Wynika to z faktu, iż od momentu wywalczenia niepodległości przez Indonezję prawodawstwo tego kraju uznaje za legalne jedynie pięć religii: islam, hinduizm, buddyzm, protestantyzm oraz katolicyzm obrządku łacińskiego, a zatem tylko te, których przedstawiciele byli obecni na terenie współczesnej Indonezji w czasie walk o niepodległość.

## Rosyjski Kościół Prawosławny
Od 1934 r. do wczesnych lat 50. w stolicy Indonezji istniała parafia prawosławna podlegająca metropolii harbińskiej Rosyjskiego Kościoła Prawosławnego. Skupiała ona głównie żyjących w tym kraju Rosjan i przestała istnieć, gdy większość z nich wyjechała w czasie wojny o niepodległość kraju.
26 lutego 2019 r. postanowieniem Świętego Synodu Rosyjskiego Kościoła Prawosławnego utworzono eparchię singapurską (wchodzącą w skład Patriarszego Egzarchatu w Azji Południowo-Wschodniej), obejmującą swoim zasięgiem m.in. terytorium Indonezji; wikariusz eparchii nosi tytuł biskupa dżakarckiego.

## Patriarchat Konstantynopola
Pojawienie się misji prawosławnej w Indonezji wiąże się z postacią Daniela Bambang Dwi Byantoro, muzułmanina, który pod wpływem lektury Koranu i Biblii przeszedł w połowie lat 70. XX wieku na protestantyzm i był zafascynowany nowymi charyzmatycznymi ruchami chrześcijańskimi. W 1978 rozpoczął studia w seminarium protestanckim w Seulu, w czasie których przeczytał pracę biskupa Kallistosa (Ware'a) Kościół Prawosławny (The Orthodox Church). Jej lektura przekonała go do konwersji na prawosławie w roku następnym. Wyjechał z Seulu i udał się na górę Athos, a w 1984 do Szkoły Teologicznej Świętego Krzyża w Bostonie, podlegającej Patriarchatowi Konstantynopolitańskiemu. 8 czerwca 1988, już jako kapłan, udał się na samodzielną misję do Indonezji, którą zarejestrował jako ewangelicką fundację. Misja pozostawała w jurysdykcji patriarchy Konstantynopola, po 1991 zaczęli w niej uczestniczyć księża pochodzenia greckiego.
Parafie prawosławne działają obecnie w Dżakarcie, Manado i Solo. Ponadto zorganizowane grupy prawosławnych powstały w Mojokerto, Chilapap i Grasak, jednak ze względu na protesty miejscowej ludności muzułmańskiej nie posiadają one statusu parafii ani własnych budynków sakralnych. We wszystkich miejscowościach prace nad wzniesieniem wolnostojących cerkwi były podejmowane, jednak ich dokończenie uniemożliwiały protesty muzułmanów lub trudności finansowe misji. Obecnie prawosławni w Indonezji posiadają kaplicę w budynku ambasady Grecji w Dżakarcie oraz jedną cerkiew otwartą w 1996 w Solo. Planowane jest wzniesienie w stolicy kraju prawosławnego centrum teologicznego i kulturalnego.
Misjonarze prawosławni w Indonezji zachowują tradycyjne zwyczaje miejscowej ludności, zapożyczone z innych religii: zdejmowanie butów przed wejściem do pomieszczenia sakralnego lub siedzenie przez wiernych na podłodze. Większość wiernych to miejscowi konwertyci z islamu lub różnych nurtów protestanckich.
Misja prowadzona przez patriarchat Konstantynopola i powołane w jej ramach placówki duszpasterskie przynależały początkowo do metropolii Hongkongu, a od 2008 – do egzarchatu indonezyjskiego w obrębie metropolii Singapuru. W 1997 część placówek duszpasterskich przeszła pod jurysdykcję Rosyjskiego Kościoła Prawosławnego poza granicami Rosji, a następnie (w 2019 r.) do eparchii singapurskiej Rosyjskiego Kościoła Prawosławnego. Łączną liczbę prawosławnych w Indonezji szacuje się na ok. 2–3 tys. wiernych.